# Rothenberg (Festung)

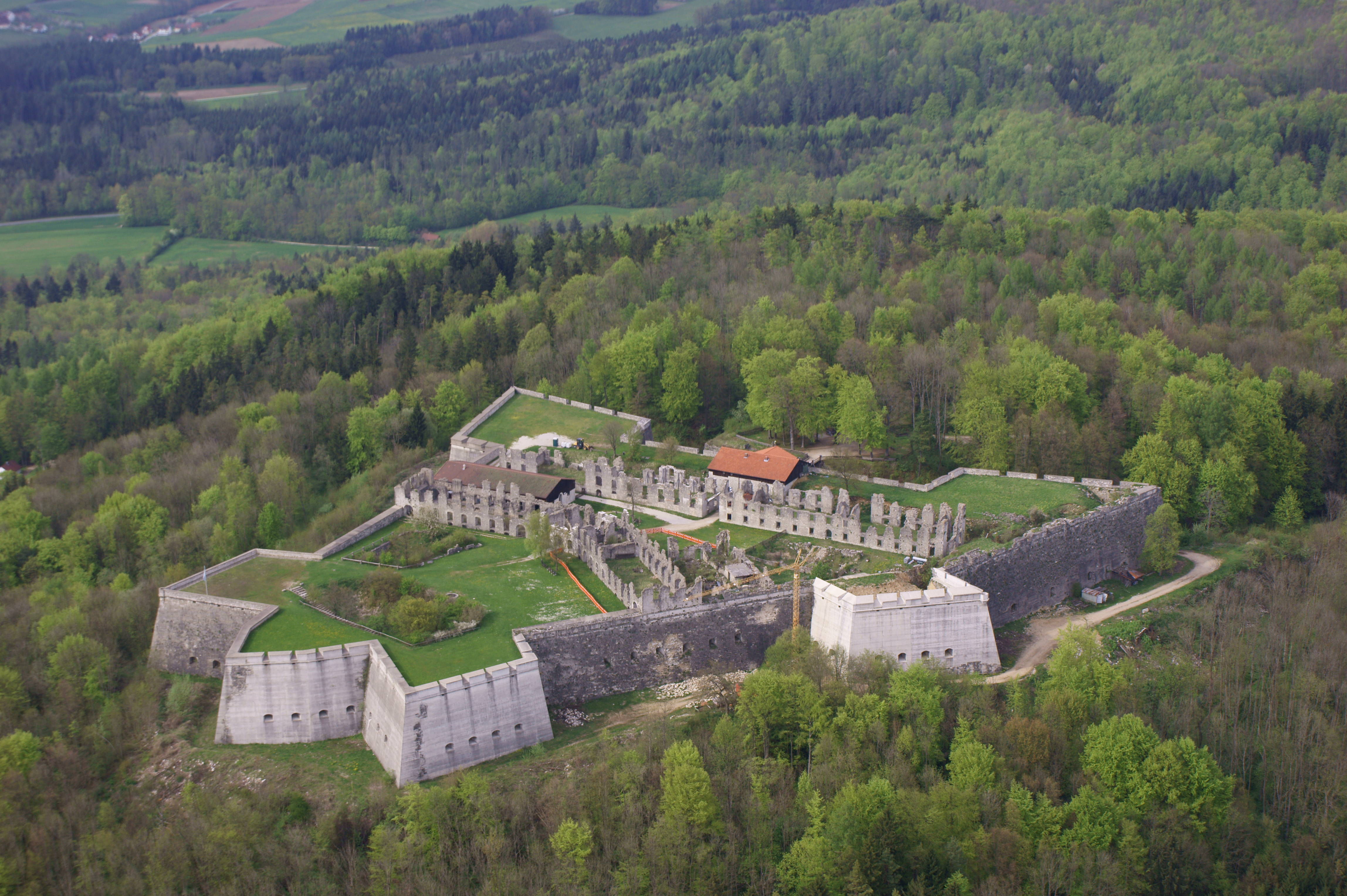
Die Festung Rothenberg aus südöstlicher Richtung gesehen

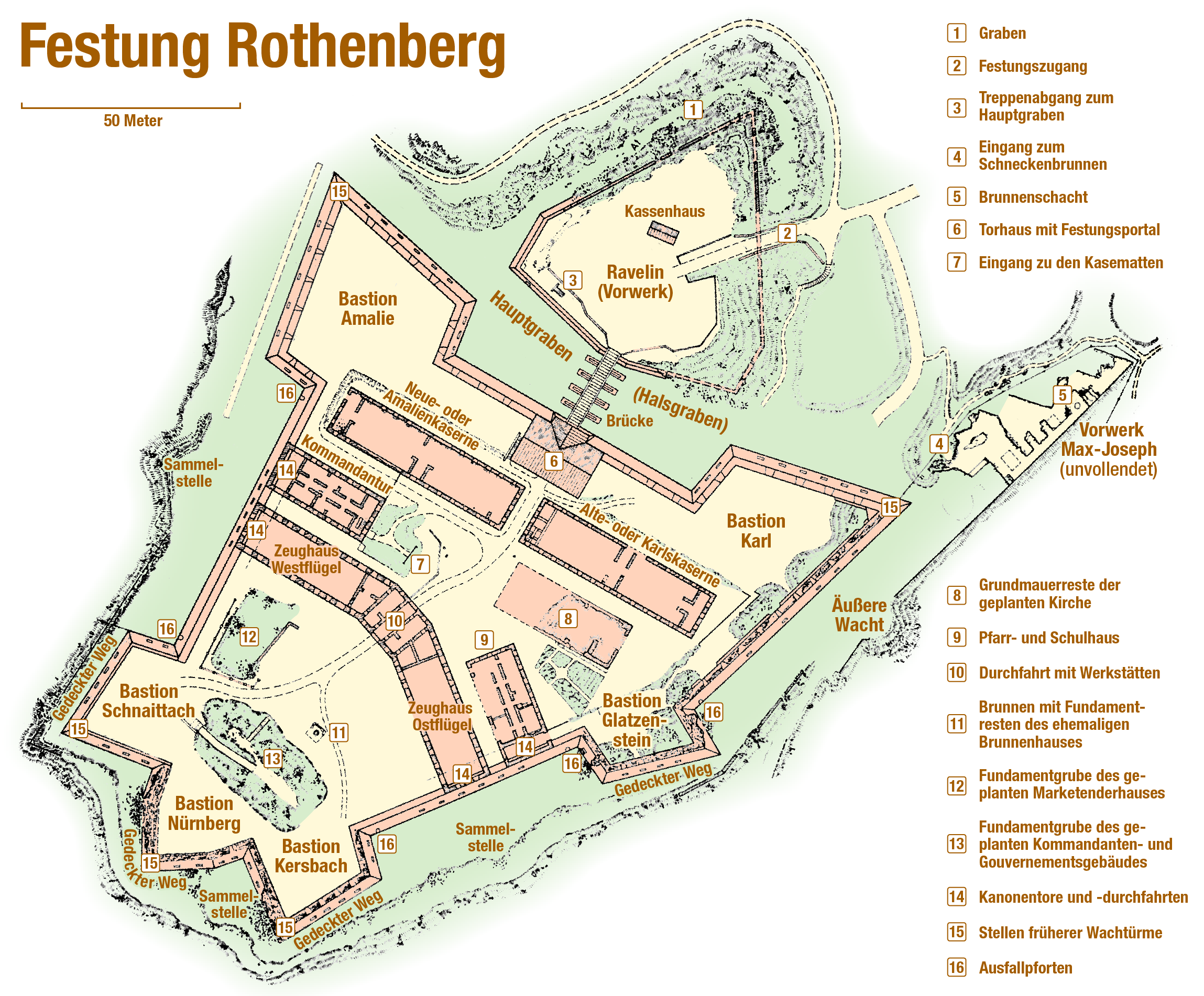
Lageplan der Festung

Winterliche Luftaufnahme aus westlicher Richtung

Die Festung Rothenberg ist eine Festung und ehemalige Veste auf dem gleichnamigen, 588 m hohen Berg bei Schnaittach in der Fränkischen Alb.

## Geschichte

### Anfänge und Vorgeschichte (ab ca. 600 v. Chr.)
Die erste Besiedelung des Rothenbergs ist vermutlich auf keltische Stämme der Hallstattzeit zurückzuführen, die dort möglicherweise ein Oppidum errichtet hatten, ähnlich wie die nahen Anlagen auf der Houbirg und der Ehrenbürg. Im Hochmittelalter entstanden in unmittelbarer Umgebung zahlreiche Höhenburgen (z. B. Osternohe, Reicheneck, Spitzenberg, Strahlenfels, Wildenfels, Winterstein und Kleiner Hansgörgel). Wann genau die erste mittelalterliche Befestigungsanlage auf dem Rothenberg entstand, ist nicht bekannt.

### Der Alte Rothenberg (1254–ca. 1300)
Eine erste Anlage, die als Rothenberg bezeichnet wurde, ist der Burgstall Alter Rothenberg nordwestlich der heutigen Festung. Etymologisch rührt der Name entweder von dem dort vorhandenen rotfarbenen Sandstein oder der Begebenheit, dass es sich um einen „gerodeten Berg“ gehandelt hatte, her. Die erste schriftliche Erwähnung der Herren vom Rothenberg (ehemals jene von Hiltpoltstein und Lauf), die dort saßen, datiert auf das Jahr 1254. Dieses Geschlecht starb jedoch noch im 13. Jahrhundert aus und die Burg gelangte durch Heirat in den Besitz der Wildensteiner. Nachdem die Anlage vermutlich bei einer Fehde zerstört worden war, wählte man für den Neubau eine andere Erhebung.

### Burg Rothenberg (ca. 1300–ca. 1360)
Etwa zwischen 1300 und 1330 errichtete Dietrich von Wildenstein eine Gipfelburg auf dem heutigen Rothenberg. Die Wildensteiner verkauften diese 1360 an Kaiser Karl IV in seiner Rolle als König vom Böhmen. Er ließ die Burg zur Veste ausbauen, um das von ihm geschaffene Herrschaftsgebiet Neuböhmen abzusichern.

### Veste Rothenberg (ca. 1360–1478)
Als Eigentum des Kaisers gewann der Rothenberg erheblich an Bedeutung. Beamte und Handwerker ließen sich außerhalb der Burgmauern nieder. Diese Ansiedelung wuchs weiter, erhielt eine Kirche mit Pfarrhof, Friedhof sowie eine umschließende Mauer mit Graben, die mit 26 Türmen verstärkt war, und wurde schließlich zur Stadt Rothenberg mit eigenem Rathaus. Der Zugang zum Schloss (Burg) war nur über das Städtlein möglich.
Nachdem Karls Sohn und Nachfolger Wenzel am 20. August 1400 durch vier Kurfürsten als Deutscher König abgesetzt worden war, wurde 1401 auch das Städtlein und die Burg Rothenberg durch König Rupprecht von der Pfalz zusammen mit den Nürnbergern nach 5-wöchiger Belagerung eingenommen und verwüstet. Die Quellen lassen Informationen über den – offenbar stattgefundenen – Wiederaufbau durch die Wittelsbacher offen.
Im Ersten Markgrafenkrieg (1449/50) belagerten die Nürnberger erneut die Wehranlage, konnten diese aber nicht einnehmen. Die Kleinstadt, die durch den Angriff nahezu komplett zerstört worden war, wurde – wohl wegen der ungünstigen Lage und Wassermangel – nicht wieder aufgebaut. Seine Bewohner wurden offenbar im Markt Schnaittach angesiedelt. Das Gelände der fortan unbewohnten Stadt wurde als „Altstadt“ bezeichnet (später teilweise wieder bebaut).

### Ganerbenburg (1478–1698)
Pfalzgraf Otto II. schuf im Jahr 1478 die Voraussetzungen für eine Ganerbenburg in der Burganlage auf dem Rothenberg. 44 (später 133) Ganerben, die die Veste mit den Überresten der Stadt Rothenberg und dem Markt Schnaittach als Afterlehen erwarben, waren zwar mit verhältnismäßig wenig Besitz und Rechten ausgestattet, jedoch war die Gemeinschaft der Ganerben ein starkes Bündnissystem, in das auch weitere Angehörige der Adelsfamilien im Umland einbezogen werden konnten. Die Burg verfügte auch über mehrere Patronatsrechte im Nürnberger Raum. Die Gemeinschaft der Ganerben trug die Züge einer Einung. Zur Zeit des Silvester von Schaumberg galt die Burg als „Wespennest“, mit dem selbst Fürsten ungern in Konflikt gerieten.
Aus der Gemeinschaft der Ganerben wurden nachstehende Burggrafen benannt:
- Heinz von Guttenberg, 1483
- Lamprecht von Seckendorff, Rinhofen genannt, 1487
- Hans Zollner von Rottenstein, 1487
- Dietz von Heßberg, 1488
- Jacob Stiebar zum Regensberg, 1494
- Konrad Schott von Schottenstein, 1497
- Albrecht Stiebar, 1499
- Christoff von Sparneck, 1502
- Albrecht Gotsmann, 1505
- Hans von der Thann, 1508
- Sixt von Seckendorff, 1509
- Sebastian Stiebar, 1512
- Hans Stiebar, 1537
- Wolf Adolf von Waldenfels, 1546
- Sigmund von Failtsch (Feilitzsch?), 1549
- Sebastian Erlbeck, 1553
- Hans Ludwig von Eyb, 1553
- Hans Ludwig von Schaumburg, 1569
- Balthasar von Seckendorff, 1580
- Hans von Steinau, 1585
- Georg Sebastian Stiebar, 1604
- Joachim Christoff von Seckendorff, 1610
- Wolff Endres Stiebar, 1617
- Sebastian von Rotenhan, 1618

Kurbayerische Enklave Rothenberg

Schnell war die Reichsstadt Nürnberg zum Hauptfeind der Ganerben geworden. Die Situation verschärfte sich, nachdem das Rothenberger Land infolge des Landshuter Erbfolgekrieges eine Enklave in den Nürnbergischen Ländereien geworden war. In zwei Verträgen wurde 1523 und 1540 der genaue Grenzverlauf festgelegt und Territorialstreitigkeiten weitgehend beigelegt. Auch von ihrem oben erwähnten Patronatsrecht machte die Ganerbenschaft Gebrauch und führte 1529 (vier Jahre nach den Nürnbergern) die lutherische Konfession ein. Während des Dreißigjährigen Krieges wurde Maximilian von Bayern vom Kaiser mit dem Rothenberg belehnt und forderte dessen Rekatholisierung. Da die Ganerben allerdings nicht bereit waren, dieser Forderung nachzukommen, machte der Kurfürst von seinem Öffnungsrecht Gebrauch und besetzte die Veste. Die Ganerbenschaft, die dadurch de facto die Kontrolle verloren hatte, entschloss sich, die Befestigung für 200.000 Gulden an Bayern zu verkaufen.

### Kurfürstentum Bayern, Spanischer Erbfolgekrieg und Schleifung (1698–1703)
Unmittelbar nach dem Erwerb wurde die Anlage renoviert und verstärkt. Eine letzte Belagerung erfuhr die Veste im Spanischen Erbfolgekrieg, die man provoziert hatte, um kaiserliche Truppen zu binden. Unerwartet kamen jedoch geflüchtete Zivilisten und eine Kavallerieeinheit auf den Rothenberg, sodass die Vorräte schneller als geplant zur Neige gingen. Im September 1703 sah man sich daher zur Kapitulation gezwungen und noch im folgenden Monat wurde die Veste auf Veranlassung Nürnbergs geschleift.

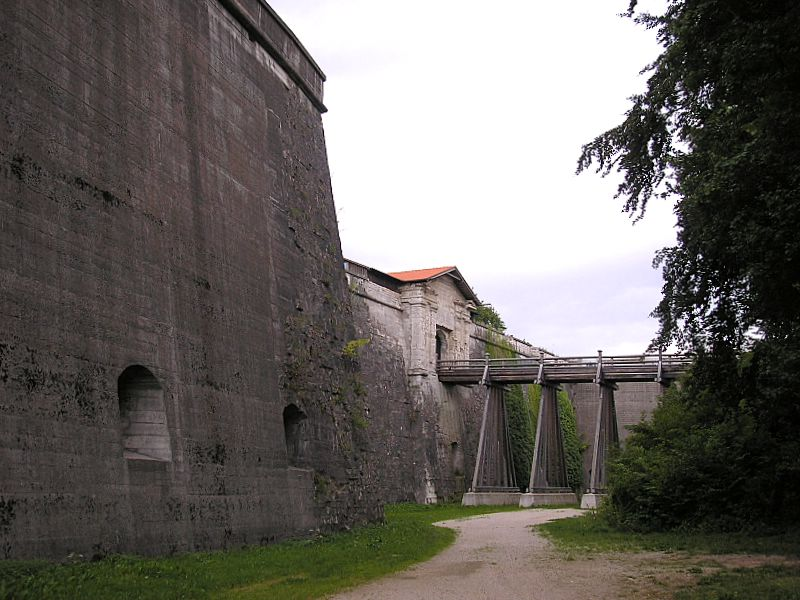
Graben, Brücke und Tor

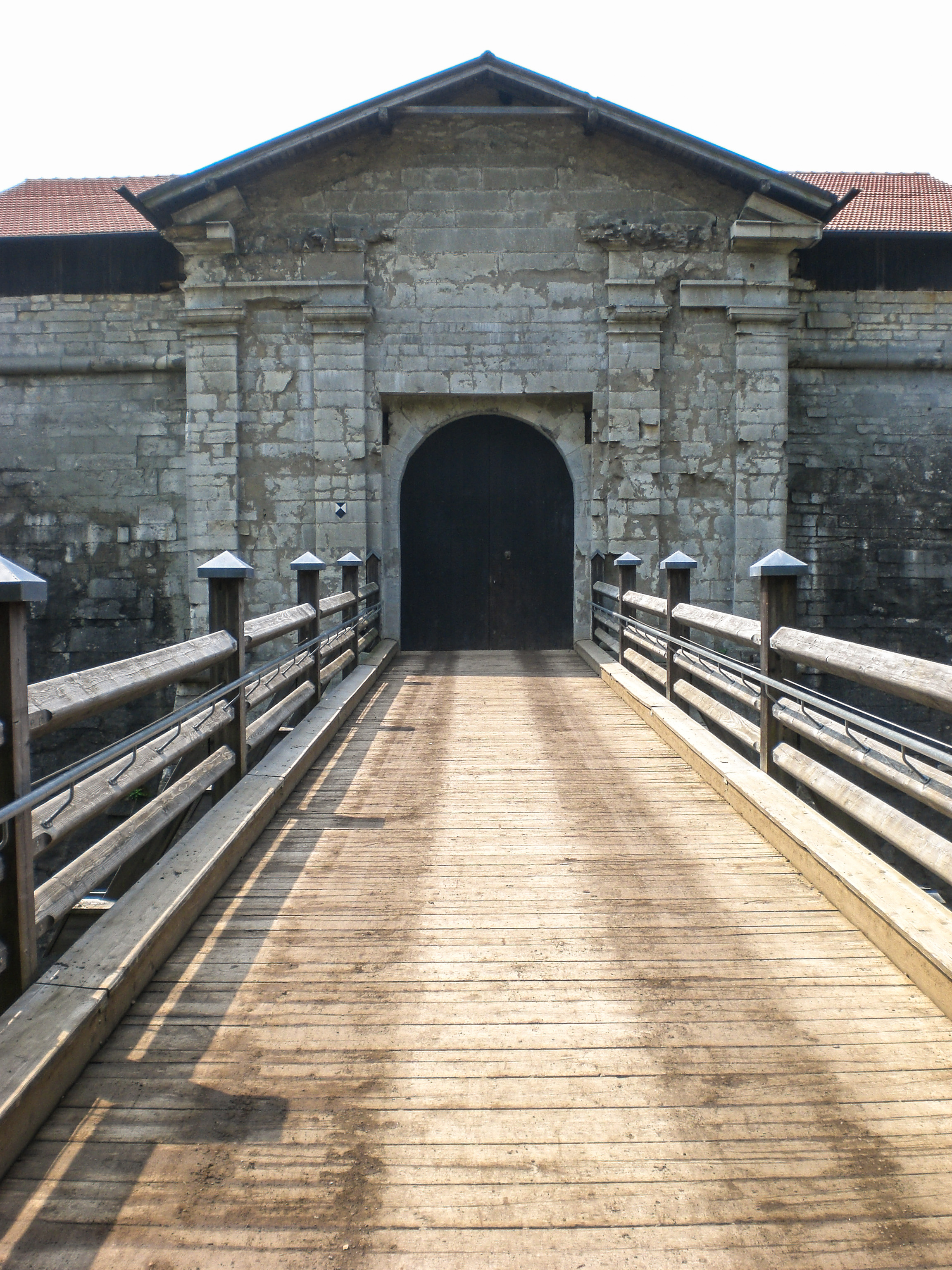
Brücke und Tor

### Errichtung der Festung Rothenberg (1703–1740)
Der Rothenberg verblieb samt Umland auch nach dem Kriege in bayerischer Hand und bildete weiterhin eine Enklave. Um diese schützen zu können, sollte erneut eine Befestigung entstehen: Ab 1720 wurden die Ruinen der Veste abgetragen und 1729 begannen unter Kurfürst Karl Albrecht von Bayern die eigentlichen Bauarbeiten, die im Wesentlichen bis 1743 abgeschlossen waren. Ab 1740 wurde wieder eine bayerische Garnison (die zuvor seit 1715 in Schnaittach untergebracht war) auf der jetzigen Festung stationiert.

### Österreichischer Erbfolgekrieg (1740–1793)
1740 kam es mit der Thronbesteigung Maria Theresias erneut zu einem habsburgischen Erbfolgekonflikt. Vier Jahre später erreichten die Kampfhandlungen die Festung Rothenberg und die österreichischen Habsburger versuchten vergeblich, die Anlage zu nehmen. Die Zündung einer Mine wurde im letzten Moment durch das Herannahen französischer Truppen verhindert. Der Fränkische Reichskreis hatte sich in diesem Kabinettskrieg neutral verhalten und die Festung mit Waffen versorgt – und im Gegenzug die Österreicher durch sein Gebiet ziehen lassen.

### Koalitionskriege (1793–1806)
An den Koalitionskriegen nahm die Festung Rothenberg nicht aktiv teil, wurde aber für die durchziehenden Truppen beider Seiten geöffnet. So wechselte sie 1796 mehrmals zwischen Frankreich, Österreich und Bayern. Nach dem Dritten Koalitionskrieg, der die Auflösung des Heiligen Römischen Reiches zur Folge hatte, schloss sich Bayern dem Rheinbund an und wurde zum Königreich. Daraufhin schlug Napoleon I. Bayern einen Teil Frankens zu und der Rothenberg verlor seine Stellung als Enklave.

### Königreich Bayern und Nachnutzung (1806–1838)
Damit einhergehend war auch eine Reduzierung des strategischen Wertes der Festung. Für den Grenzschutz hatte die Anlage ihre Funktion verloren und wurde zum Festungsgefängnis sowie zum Altersheim für Veteranen und Invaliden. Um Kosten zu sparen, hatte man das Gros der Soldaten abgezogen, sodass lediglich noch ein paar Wachsoldaten, Krankenpfleger und Verwaltungsbeamte auf der Festung lebten. Auch für die aufgrund von Sickerwasser und Kasematteneinbrüchen notwendig gewordenen Renovierungen war man nicht bereit, Geld auszugeben. 1838 erwirkte Ludwig I. schließlich die Auflassung der Festung Rothenberg.

### Auflassung, Weltkriege und touristische Erschließung (seit 1838)
Ab 1838 verkaufte das Kriegsministerium das gesamte Inventar, einschließlich Türen, Balken und allem, was sich entfernen ließ. Mit dem Abrücken der letzten drei Soldaten 1841, die die Ausschlachtung überwacht hatten, wurde die Festung aufgelassen und dem Verfall preisgegeben. Sie durfte von der Bevölkerung als Steinbruch benutzt werden.
Das Festungsareal wurde an die Bayerische Forstverwaltung übergeben und aufgeforstet. 1876 wurden am Ravelin von der Königlich Bayerischen Eisenbahn-Compagnie Sprengversuche durchgeführt. Im letzten Jahrzehnt des 19. Jahrhunderts entwickelte sich die Festungsruine – begünstigt durch den aufkommenden Eisenbahnverkehr – zu einem beliebten Ausflugsziel. Seit 1898 wird die Anlage vom Heimat- und Verschönerungsverein Schnaittach (dem heutigen Heimatverein Schnaittach) betreut. Der Wandertourismus brachte dem Rothenberg, neben der Landwirtschaft (zunächst vor allem Schäferei, später Hopfenanbau), einen weiteren Wirtschaftszweig und so wurde, etwa mit Gehwegen und Gastronomiebetrieben, eine touristische Infrastruktur geschaffen. Der Erste Weltkrieg setzte dem zunächst ein Ende. Die Nationalsozialisten planten die Errichtung einer Ordensburg auf dem Rothenberg, gaben den Gedanken jedoch schnell wieder auf, da nicht geklärt werden konnte, wie die Wasserversorgung sicherzustellen sei. Zwischen 1940 und 1943 war auf dem Berg eine Flugbeobachtungswarte (sogenannte Flugwache) eingerichtet. Nach dem Zweiten Weltkrieg kam der Tourismus in Form des Wintersports für einige Jahre zurück auf den Rothenberg, was zum Bau von Skipisten, einer BRK-Schutzhütte und einer Skisprungschanze (welche 1972 bei einem Erdrutsch zerstört wurde) führte.
Die eigentliche Festungsruine, deren Administration 1966 von der Bayerischen Schlösserverwaltung übernommen worden war, stand und steht vor allem im Sommer im Fokus der Besucher. Von 1999 bis 2006 fanden mehrere Musikfestivals (Summerships), Theateraufführungen (darunter Bertolt Brechts Mutter Courage und ihre Kinder und die Werke Turandot, Carmina Burana und Nabucco unter der Leitung von Wilhelm Keitel) sowie (historisch deplatzierte) Mittelaltermärkte auf der Festung statt. Die von der oben genannten Behörde in Kooperation mit dem Heimatverein Schnaittach durchgeführte und dringend notwendige Sanierung des Festungsstockes wurde im Wesentlichen 2008 abgeschlossen. Die Festung ist halbjährig für Besucher geöffnet und – ausgenommen an den zweimal im Jahr stattfindenden Festtagen – gebührenpflichtig. Da die Festung auch einen naturschützerischen Zweck erfüllen soll, ist die Besichtigung der Kasematten während der Fledermausschutzzeit nicht möglich.

## Burg- und Festungsanlagen

### Veste Rothenberg
Wie die Veste zu ihrer Gestehungszeit ausgesehen hat, ist nicht bekannt. Erst ab dem 16. Jahrhundert tauchen bildliche Darstellungen auf, wie etwa in der Topographia Franconiae von Matthäus Merian. Aus diesen geht hervor, dass sich die Anlage in drei Teile gliedern ließ: die Hauptburg, die Vorburg sowie eine freie Fläche, auf der die abgegangene Stadt Rothenberg gelegen hatte. Erstere lag im Süden des Plateaus und war von einer Ringmauer in Form eines Pentagons umgeben. Das zentrale Gebäude war der Palas, das sogenannte Rote Haus. Daneben befanden sich Schmiede, Küche, ein Backofen und ein Platz mit einem Brunnen. Ein Tor mit Zugbrücke verband die Hauptburg mit der Vorburg. Ein breiter Halsgraben, in dem Hirsche gehalten wurden, trennte die beiden Burgabschnitte. In der Mitte dieses Grabens befand sich der „Gänsbauch“, ein Turm, von dem aus nahezu das ganze Areal bestrichen werden konnte. Reste von diesem, der Mauer zwischen Vor- und Hauptburg und dem inneren Halsgraben wurden beim Bau der Festung in den Kasemattensaal integriert. Die Vorburg beherbergte Werkstätten, Wohngebäude der Knechte und Gewappneten, eine Kapelle, Stallungen und eine Brauerei. Die Ringmauer verfügte auch dort über einen Zwinger. Im Norden wurde die Anlage von zwei Basteien und einem weiteren Halsgraben abgeschlossen. Da dort die schwächste Stelle der Ringmauer lag, gab es zusätzlich einen Erdwall und einen gedeckten Weg. Auf dem Gelände der ehemaligen Stadt befanden sich mehrere Wirtschaftsgebäude, ein Brunnen und möglicherweise Nutzgärten und Obstbäume. Die Überreste der Stadtmauern hatte man als Umfriedung weitergenutzt und später durch hölzerne Palisaden ersetzt. Augenscheinlich besaß die Veste keinen Bergfried.

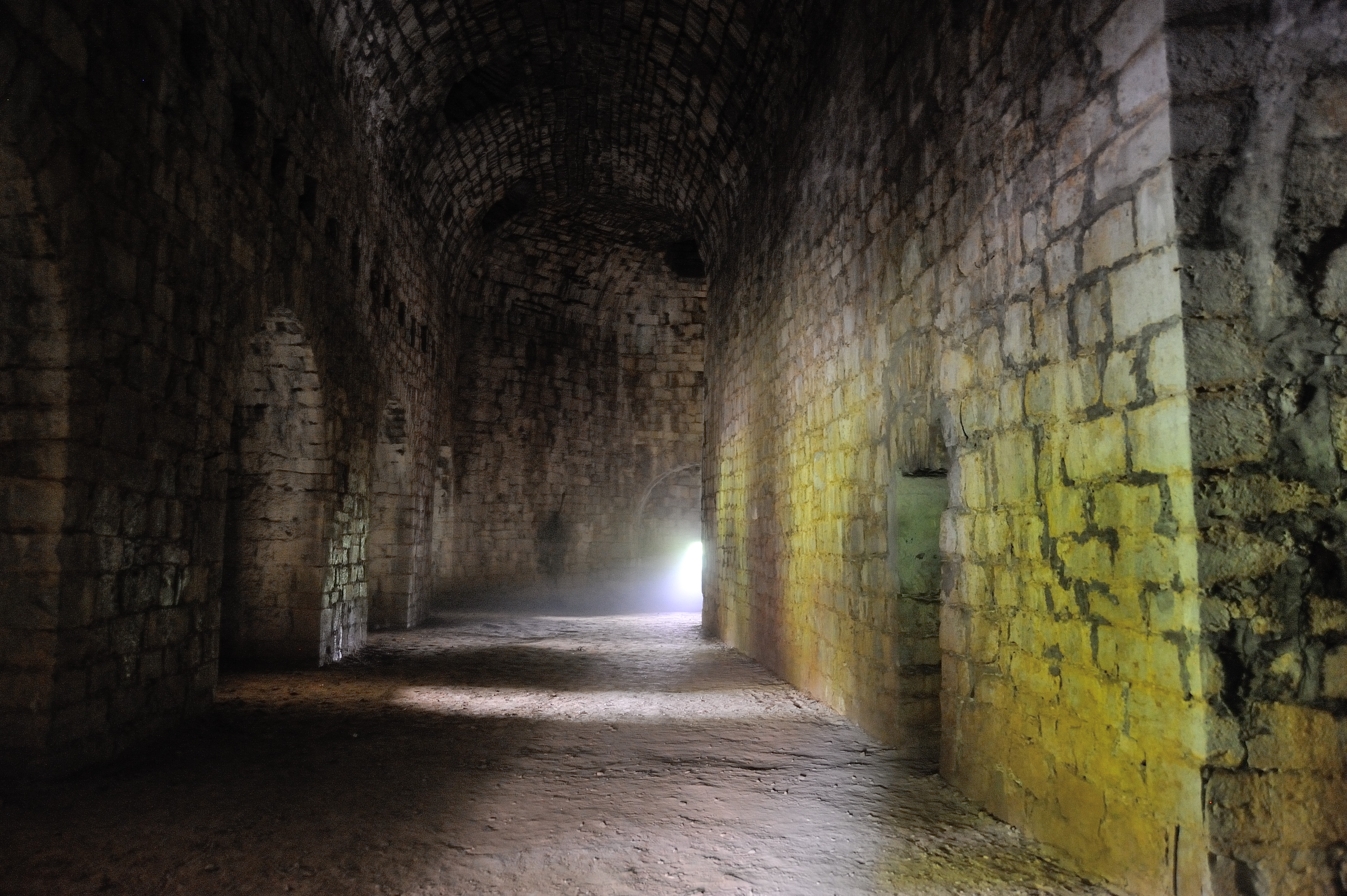
In den Gewölben der Festung Rothenberg

### Festung Rothenberg
Im 18. Jahrhundert wurde die heutige Anlage vom Kurfürsten von Bayern und deutschen Kaiser Karl VII. in französischer Manier als bedeutende Rokoko-Festung errichtet. Zeitweise waren hier 400 Soldaten untergebracht. Die Anlage wurde bastionär nach geometrischen Grundsätzen gebaut. Da tote Winkel vermieden werden sollten, ergaben sich die typischen Bastionen in Sternform. Grundform ist ein Vieleck mit einem bastionierten Turm an jeder Ecke. Die Wallkrone war niedrig gehalten, um möglichst wenig Angriffsfläche zu bieten. Die Umwallung begann nordseitig mit einem sanft ansteigenden Glacis, gefolgt von einem gedeckten Weg und einem Graben. Dahinter erhob sich, kaum höher als der Kamm des Glacis, der Wall. Dadurch war es artilleristisch nur schwer möglich, das Mauerwerk zu treffen, da es durch den Kamm des Glacis abgedeckt wurde. Die Lage auf einem Bergrücken schuf jene defensive Qualitäten, wie sie von Spornburgen bekannt sind. So schützte der Berghang die Festung nach Süden, Osten und Westen vor Sturmangriffen, aber nicht vor den damals schon leistungsfähigen Belagerungsgeschützen. Der nördliche Wall (die Hauptkurtine) wurde durch einen Ravelin gesichert. Alle Bastionen und Kurtinen (außer der Hauptkurtine) verfügen über Kasematten. Daneben befindet sich in der Mitte des Festungsstocks ein, dank einer fünf Meter dicken Erdschicht, bombensicherer Kasemattensaal.
Die Festung wurde vollständig aus Mauerwerk errichtet. Dieses war umlaufend sechzehn Meter hoch und innen mit zehn Meter hohen Gewölben ausgestattet.
Auf der Festung befanden sich zwei zweistöckige Kasernengebäude („Artilleriekaserne“ und „Infanteriekaserne“), ein Zeughaus, ein Ingenieurhaus, ein Torhaus, die Kommandantur und eine Kirche. Die Besatzung wohnte zum Teil mit ihren Familien auf der Festung. Die Bastionen sind nach Karl Albrecht, seiner Gemahlin Maria Amalia (beide sollen 1731 den Grundstein dafür gelegt haben), dem Berg Glatzenstein sowie den Orten Kersbach, Nürnberg und Schnaittach benannt.

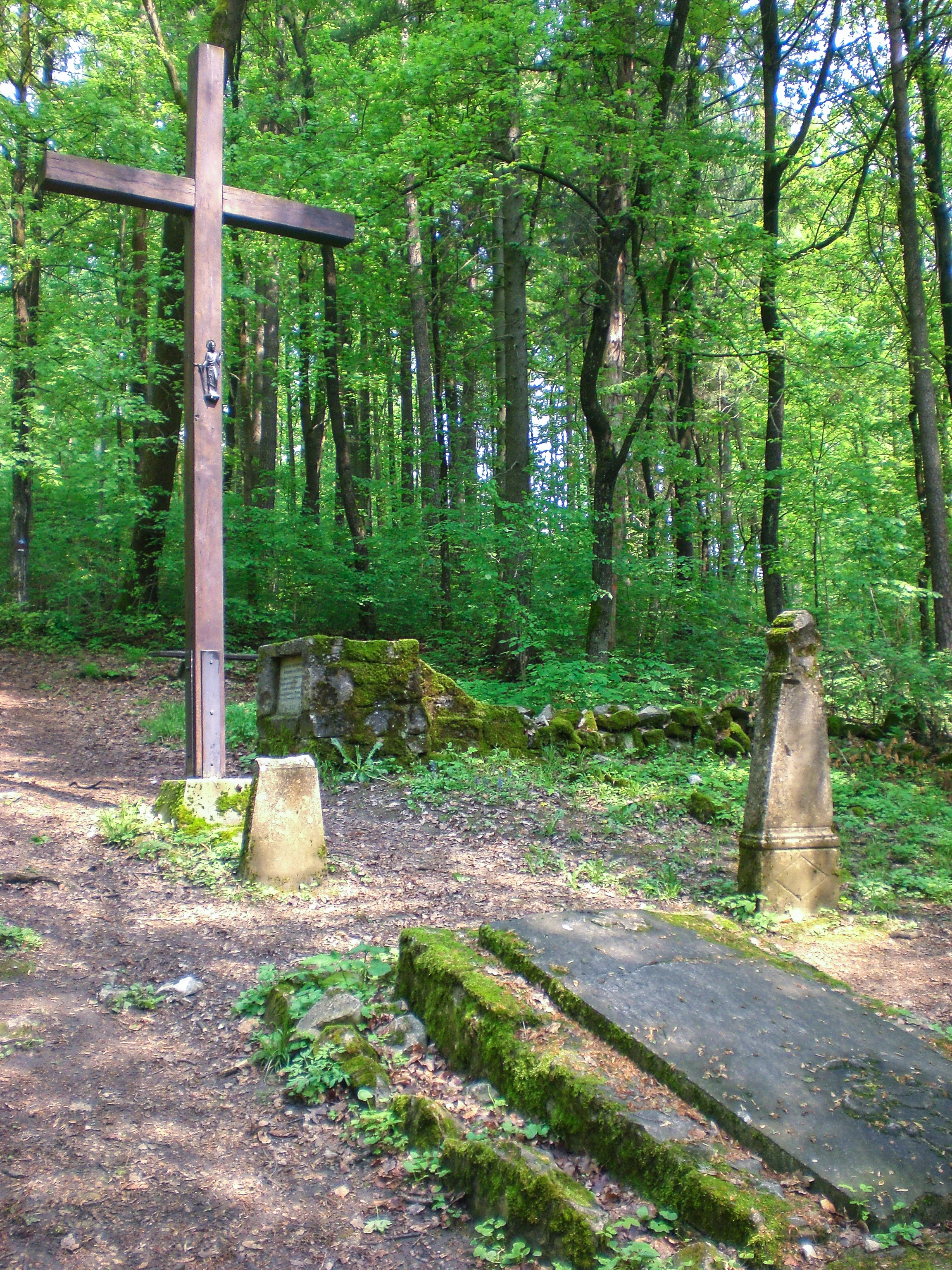
Die Grabsteine der Kommandanten von Storchenau und von Sanch

### Die Umgebung der Festung
Die Wirtschaftsgebäude und Versorgungsanlagen der Festung waren im Bereich der ehemaligen Stadt und auf den Hängen angesiedelt. Sie umfassten das Pulvermagazin, eine Wäscherei mit Waschweiher und Bleichwiese, eine Pferdeschwemme, eine Schäferhütte, einen Steinbruch mit Kalkgruben, mehrere Nutz- und Ziergärten, ein Wachhaus und einen Exerzierplatz. Diese Bauwerke, die durch eine Vicinalstraße mit der Festung verbunden waren, sind allesamt abgegangen; lediglich Grundmauerreste und Gräben zeugen von ihnen. Südöstlich der Festung befand sich ein zwischen 1740 und 1843 genutzter Friedhof, auf dem 1083 Festungsinsassen mit ihren Familien die letzte Ruhe fanden. 1927 restaurierte der Heimatverein Schnaittach den Friedhof, indem man die erhaltenen Grabsteine an der heutigen Stelle aufstellte.

### Wasserversorgung
Obwohl auf dem Rothenberg natürliche Quellen in ausreichender Anzahl vorhanden sind, erwies sich die Wasserversorgung auf dem Gipfelplateau als problematisch. Im Laufe der Zeit entwickelten sich drei Lösungsmöglichkeiten: Bereits beim Bau der Burg hatte man mit einem Tiefbrunnen das Grundwasser angezapft. Dieser Brunnen wurde später auch von der Festung genutzt. Da dessen Wasservorrat jedoch nicht mehr als ausreichend galt, musste ein weiterer Brunnen erschlossen werden. Hierzu wurde das Gelände der ehemaligen Stadt Rothenberg nach unterirdischen Wasservorkommen abgesucht, wobei sieben Quellen lokalisiert wurden. Um eine ausreichende Schüttung zu erreichen, war es nötig, diese miteinander zu verbinden. Mit dem sogenannten Schneckenbrunnen wurde ab 1760 ein komplexes System zum Sammeln und Speichern von Quellwasser angelegt. Ein über vierzig Meter langer Sammlerstollen nahm das Wasser auf und leitete es zu einem Ziehbrunnenschacht. Namensgebend für die Anlage ist ein weiterer Schacht mit einer helixförmigen Treppe, der zum Kontrollieren des Wasserstandes diente. Über einen Überlauf konnte überschüssiges Wasser zum Hang hin ablaufen. Die Brunnenanlage wurde durch ein nach Max Joseph benanntes Vorwerk (Kontergarde) aus Bruchsteinmauerwerk geschützt und liegt außerhalb des Walls. Ein unterirdischer Gang, der das Vorwerk mit der eigentlichen Festung verbinden sollte, wurde nicht mehr realisiert. Anlässlich der Auflassung der Festung wurde der Brunnenschacht verfüllt und nach dem Zweiten Weltkrieg zusätzlich mit einem Betondeckel verschlossen. Nachdem vorherige Versuche gescheitert waren, gelang es der Forschungsgruppe Höhle und Karst Franken zwischen 1987 und 1989, Geröll und angestautes Wasser aus dem Schacht zu entfernen, die Position des Überlaufs ausfindig zu machen und den Wasserlauf wiederherzustellen. Da die Bausubstanz (abgesehen von Frostschäden im oberen Bereich des Schachtes und Versinterungen im Sammlerstollen) in nahezu makellosem Zustand vorliegt, kann der Schneckenbrunnen den Rothenberg heute wieder mit etwa 4000 Litern Wasser pro Woche versorgen. Die Anordnung der bei der Freilegung des Brunnenschachtes gefundenen Artefakte erlaubt einen kleinen Einblick in die Geschichte der Festung. Sie umfassen u. a. eine Goldmark-Münze, ein Stilett, zwei Mundharmonikas, Steinmurmeln, Ziegelsteine mit Brandspuren, ein Messer, Keramikreste, geschmiedete Nägel und einen Fassreifen. Kupferstiche aus dem Jahre 1838 verweisen außerdem darauf, dass auch das Sammeln von Regenwasser eine wichtige Rolle für die Wasserversorgung gespielt haben muss.